# Рада з географічних назв (США)
Рада з географічних назв США (англ. The United States Board on Geographic Names; BGN) — уповноважений федеральний орган уряду США, у складі Міністерства внутрішніх справ США, що займається стандартизацією географічних назв, уніфікацією вжитку на федеральному рівні.
Рада включає представників федеральних агенцій, які опікуються питаннями географічних назв, населення, екології та управління громадськими територіями.
База географічних назв США (англ. GEOnet Names) містить офіційні назви місцевостей у США та світі, схвалені Національною агенцією геопросторової розвідки та Радою з географічних назв.
Дані з цієї бази використовують органи державної влади Сполучених Штатів а також міжнародні організації, включаючи Міжнародну асоціацію авіаційного транспорту (IATA).